# The Matter

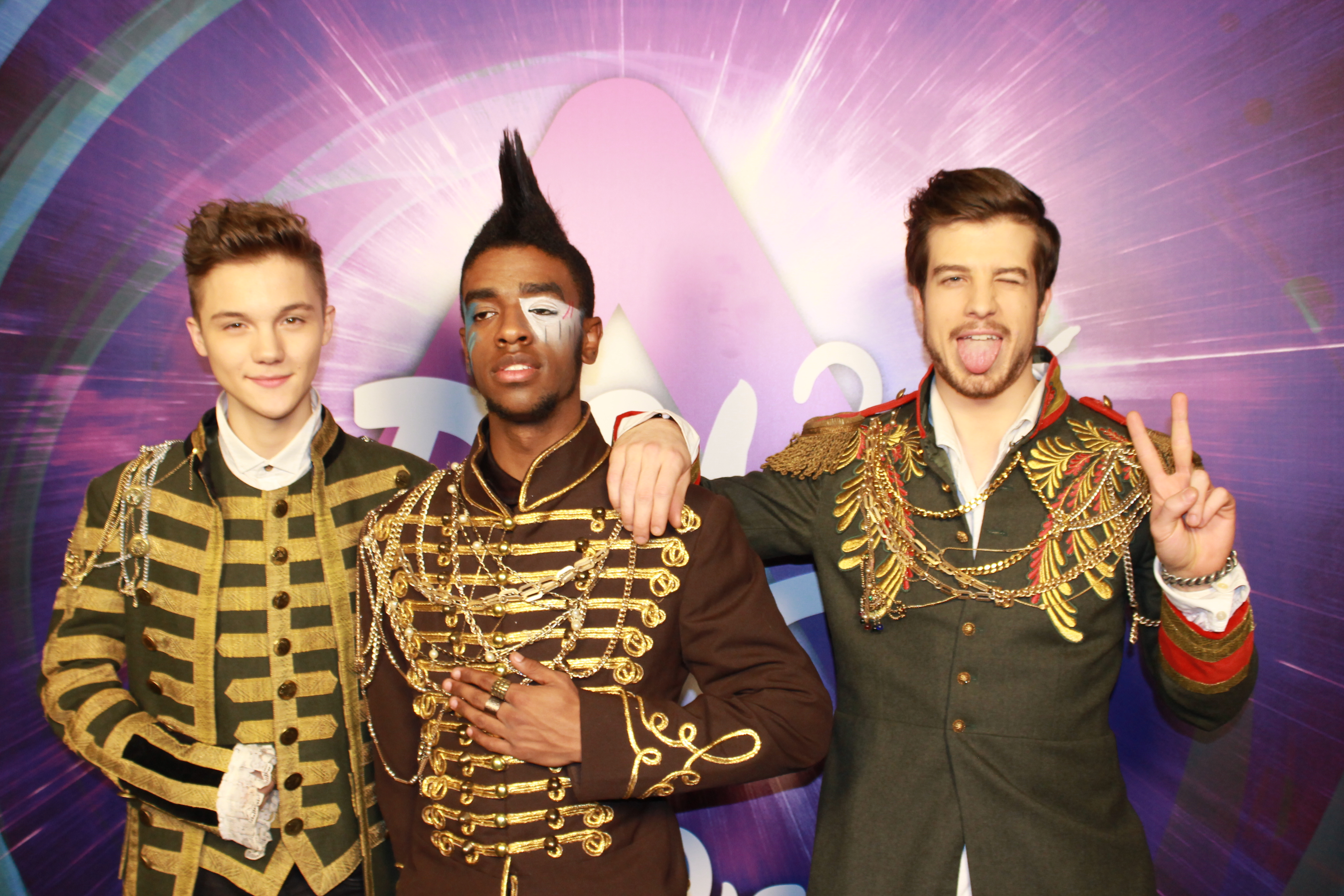
A Mushu A Dal 2016 döntőjén

A The Matter (korábbi nevén Mushu) 2015 szeptemberében alakult magyar együttes. A zenekar énekese, dalszerzője és basszusgitárosa, Mushu Israel 2014-ben Palmer Izsák néven mutatkozott be a Rising Starban. A csapat gitárosa, Kert Antal Tony elsősorban folkgitárosként szerzett tapasztalatokat, a dobos, Kozák Örs az Erkel Gyula Jazz Konzervatóriumban tanul.
Második gitárosuk, Joel Perez Garcia, 2016 nyarán csatlakozott a felállásba.
2015. december 15-én bejelentették, hogy a Duna eurovíziós dalválasztó műsorába, A Dal 2016-ba bejutott az együttes Uncle Tom című daluk, melyet a zenekar tagjai szereztek. Először 2016. január 23-án, a nemzeti válogató első elődöntőjében léptek színpadra, ahol a zsűri és a nézők szavazatai alapján továbbjutottak a középdöntőbe. 2016. február 13-án, A Dal első középdöntőjéből a közönségszavazatok alapján továbbjutottak a műsor döntőjébe. Második kislemezük, a Get Out 2016. szeptember 23-án jelent meg a Bandcampen a Lone Waltz Records gondozásában.
2017. december 6-án bejelentették, hogy a Duna eurovíziós dalválasztó műsorába, A Dal 2018-ba ismét bejutottak, ezúttal a Broken Palms című dallal, habár három nappal később az együttes megerősítette, hogy családi okok miatt nem tudják vállalni a műsorban való szereplést, így visszaléptek a versenyből.

## Tagok
- Mushu Israel (vokál, basszusgitár)
- Kozák Örs (dob)
- Joel Perez Garcia (gitár)
- Bóna Zsombor (gitár)
- Gál Barnabás (trombita)

## Diszkográfia
Kislemezek
- 2016: Uncle Tom
- 2016: Get Out

Középlemezek
- 2016: Tempo Tantrum